# De Waard (buurt)
De Waard is een woonbuurt in de Nederlandse stad Leiden, die deel uitmaakt van district Binnenstad-Noord.